# Jan Jurčec
Jan Jurčec (* 27. November 2000 in Zagreb) ist ein kroatisch-polnischer Fußballspieler.

## Karriere
Jurčec begann seine Karriere bei Lokomotiva Zagreb. Zur Saison 2014/15 wechselte er zum NK Kustošija. Im Mai 2019 debütierte er für die erste Mannschaft von Kustošija in der 2. HNL. In der Saison 2018/19 kam er insgesamt zu drei Einsätzen. In der COVID-bedingt abgebrochenen Saison 2019/20 absolvierte er zehn Partien. In der Saison 2020/21 erzielte er drei Tore in 30 Einsätzen. In der Saison 2021/22 war er mit acht Toren in 26 Einsätzen bester Torschütze seiner Mannschaft.
Im Juli 2022 wechselte Jurčec zum österreichischen Bundesligisten SCR Altach, bei dem er einen bis Juni 2024 laufenden Vertrag erhielt. Sein Debüt in der Bundesliga gab er im selben Monat, als er am ersten Spieltag der Saison 2022/23 gegen den TSV Hartberg in der 55. Minute für Stefan Haudum eingewechselt wurde. Nach seinem Vertragsende verließ er Altach nach der Saison 2023/24.
Nach einem halben Jahr ohne Verein wechselte er im März 2025 in die Ukraine zu Krywbas Krywyj Rih.